# ც
ც（グルジア語: ცანი、/tsʰanɪ/）は、現行のグルジア文字の27番目の文字（正書法改正前は30番目）である。

## 使用
ジョージア語では無声歯茎歯擦破擦音の有気音[tsʰ]を表す。記数法では数値2000を表す。
ジョージア国内のラズ語でも使用されている。トルコ国内で使用されているラズ語ラテン・アルファベットの「Ʒ」または「Ts」に対応する。アブハズ語（1937年から1954年まで）およびオセット語（1938年から1954年まで）のグルジア文字表記法でも使用されていたが、現在はキリル文字が主に使われ、「Ц」と記される。
ジョージア語のラテン文字化では「Ts」または「C̕」「Tsʼ」「Cʻ」と記す。グルジア語の点字では記号⠉（U + 2809）となる。

## 字形
| アソムタヴルリ | ヌスフリ | ムヘドルリ | ムタヴルリ |
| -------------- | -------- | ---------- | ---------- |
|                |          |            |            |

## 符号位置
| 文字 | Unicode | JIS X 0213 | 文字参照          | 備考           |
| ---- | ------- | ---------- | ----------------- | -------------- |
| Ⴚ    | U+10BA  | -          | &#x10BA; &#4282;  | アソムタヴルリ |
| ⴚ    | U+2D1A  | -          | &#x2D1A; &#11546; | ヌスフリ       |
| Ც    | U+1CAA  | -          | &#x1CAA; &#7338;  | ムタヴルリ     |
| ც    | U+10EA  | -          | &#x10EA; &#4330;  | ムヘドルリ     |